# Albert Garrette Burns

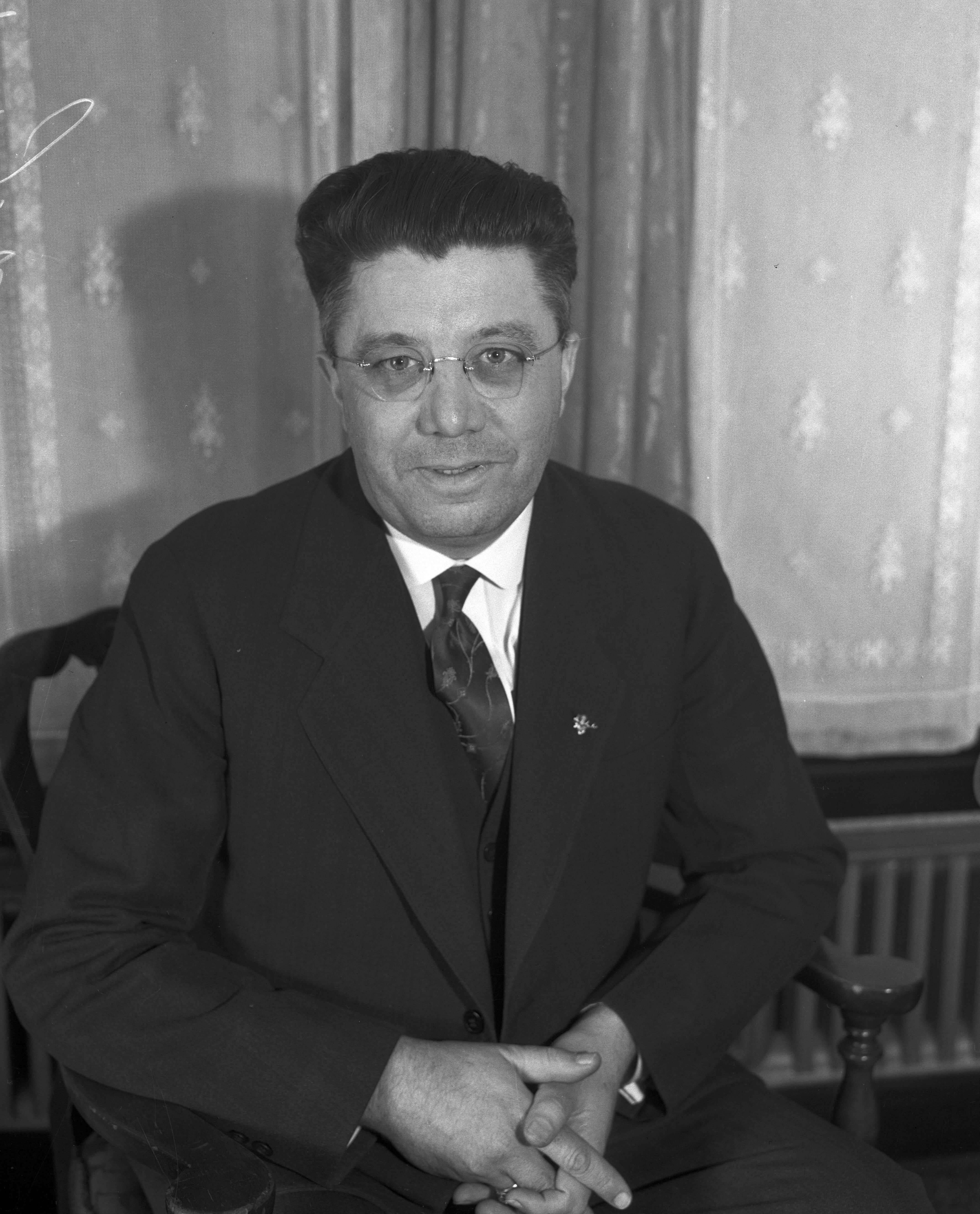
Albert Garrette Burns năm 1936

Albert Garrette Burns (ngày 10 tháng 3 năm 1888 – ngày 4 tháng 12 năm 1951) là nhà phát minh người Mỹ kiêm chức chủ tịch Đại hội Nhà Phát minh Quốc gia bắt đầu từ năm 1931 và tại nhiệm ít nhất là đến năm 1939. Ông nổi tiếng nhờ biệt danh "Thủ lĩnh Vật dụng Tiện ích Quốc gia".
Ông chào đời tại bang California vào ngày 10 tháng 3 năm 1888, với cha tên William F. Burns và mẹ là Louise C. Ball. Về sau, ông đã phát minh ra một ổ khóa dành cho chiếc ô tô Ford Model T. Các công việc khác bao gồm làm việc trong một cửa hàng trà và cà phê, giữ chức giám đốc phòng thương mại địa phương, điều hành một doanh nghiệp bán buôn, cũng như quản lý viện điều dưỡng và xưởng dệt. Ông cũng phát minh và tiếp thị máy thái bánh mì.